# Office of the Comptroller of the Currency
Das Office of the Comptroller of the Currency (OCC; deutsch „Büro des Rechnungsprüfers der Währung“) ist eine Behörde der Bundesverwaltung der Vereinigten Staaten im Geschäftsbereich des Finanzministeriums der Vereinigten Staaten. Sie wurde 1863 im Zuge der damaligen Banken- und Währungsreformen (National Currency Acts) vom Kongress eingerichtet. Ihre Aufgaben seit Gründung sind unter anderem die Überwachung des nationalen Kreditwesens einschließlich Überprüfung der Zahlungs-, der Wettbewerbs- und der Funktionsfähigkeit der US-amerikanischen Kreditinstitute. Das OCC unterhält 70 Dienststellen in den Vereinigten Staaten sowie ein Auslandsbüro in London.
Leiter der Behörde ist der Comptroller, der vom Präsidenten der Vereinigten Staaten auf Vorschlag des Senats für die Dauer von fünf Jahren ernannt wird und qua Amt auch Vorstandsmitglied des nationalen Einlagensicherungsfonds Federal Deposit Insurance Corporation ist sowie dem Verwaltungsrat der nationalen Gesellschaft zur Förderung der Stadtentwicklung NeighborWorks America vorsitzt. Amtierender (31.) Comptroller of the Currency ist seit 2021 Michael J. Hsu.